# Daniel Kolář
Daniel Kolář, född 27 oktober 1985 i Prag, Tjeckien, är en tjeckisk fotbollsspelare som senast spelade för den turkiska klubben Gaziantepspor. Han representerar även Tjeckiens fotbollslandslag.